# Aihtianjärvi
Aihtianjärvi är en sjö i Finland. Den ligger i Orivesi stad i landskapet Birkaland, i den södra delen av landet, 170 km norr om huvudstaden Helsingfors. Aihtianjärvi ligger 130,5 meter över havet. I omgivningarna runt Aihtianjärvi växer i huvudsak blandskog. Arean är 59,8 hektar och strandlinjen är 5,64 kilometer lång. Sjön  ingår i Kumo älvs huvudavrinningsområde. 